# Pale Blue
《 Pale Blue 》是日本创作歌手米津玄师的第11张单曲CD。距他上一部作品《马与鹿》发行相隔两年。它由索尼音乐唱片公司于2021年6月16日发行单曲以三种形式发行：带有拼图封面的“拼图版”、带有DVD的“丝带版”以及仅带有CD的“普通版”。首批限量版包括“淡蓝色香氛”卡片。主打歌《Pale Blue》被用作TBS周五电视剧《 离婚活动》的主题曲，并于5月31日在CD发行之前提前发行。 

## 背景及发布
主打歌是TBS周五电视剧《离婚活动离婚活动》的主题曲，歌曲于该剧中首次公开。在发布歌曲前展示了与歌曲相匹配的艺人视觉效果。  在4月30日公开了据说为描绘米津玄师“坠入爱河的瞬间”的封面图，并开设了专门网站。 
该单曲以拼图版、丝带版、普通版三种形式发行。作为首发限定版的特典物品，附赠一张名为“淡蓝色香水”的卡片，可以享受以歌曲为形象的原创香味。卡片经过处理，浸入水中时会出现米津玄师的插图和签名。"淡蓝色字母"也作为惊喜包装包含在内。  另外，为了配合主打歌《Pale Blue》的先行发行，米津玄师迄今为止发行的歌曲也开始在短视频平台TikTok上发布。 
| 形式   | 标准           | 标准零件号  |
| ------ | -------------- | ----------- |
| 拼图板 | 拼图封面+CD    | SECL-2670~1 |
| 丝带板 | 7寸纸套+CD+DVD | SECL-2672~3 |
| 普通版 | CD             | SECL-2674   |

## 制作
在收录的三首歌曲中第一首制作的歌曲是《ゆめうつつ》，在2020年8月左右，他们收到了合作报价并开始制作。  《Pale Blue》是在三度被拒绝后才作成的，米津玄师表示这是“我音乐生涯中做过的最困难的事情。”  《死神》是在《Pale Blue》按时完成的心情下创作的。米津玄师表示这是一部轻松随意的作品，他是带着"如何受欢迎"与"引人发笑"的想法制作的。 

## 音乐性和歌曲
这首歌曲的特点是利用了弦乐和钢琴等现场乐器的声音，呈现出古典的声音形象。 米津玄师表示“这是我这段时间以来写的第一首情歌”。 它的特点是A、B旋律，克制有效，副歌则通过歌唱表达赤裸裸的情感。 歌曲后半段，节奏从4拍切换到6/8拍的华尔兹节奏，便就此收尾，是一种较为特殊的构成。同时，歌词用来描述时态的变化，例如从“我恋爱了”。变为"我在恋爱中"等。
《节奏与鼓》杂志的撰稿人長野祐亮指出，这首歌的鼓声令人印象深刻的部分是“高级质感的封闭边缘镜头，让人能感觉到鼓声是近在眼前的。” 此外，自始至终，加花都保持在最低限度。“随着开发的进展，我们增加了既具有机器般的精度又具有歌曲核心的踩镲数量，以及16 分的底鼓中包括微妙的弹跳，给人一这样的感觉。”这首歌的另一个特点是它融入了很好的动态感。 这首歌的鼓由堀正輝演奏。
此歌曲在2022年9月举办的“2022 TOUR / 变身”中首次现场表演。

### ゆめうつつ
米津玄师：“当时有很多混乱，很多意识形态冲突，人们不去想如何摆脱困境，他们只是想打败对方。”这首歌的主题是“愤怒与焦虑。” 据音乐记者柴那典介绍，这首歌的和弦和旋律带有现代爵士乐的元素，律动具有物理感，体现了米津玄师的实验性精神。
此歌曲在2022年9月举办的“2022 TOUR / 变身”中首次现场表演。

### 死神
米津玄师表示，他喜欢落语故事《死神》中“アジャラカモクレン テケレッツのパー”这句短语，并根据该短语创作了这首歌曲。
在2022年9月举办的“2022 TOUR / 变身”中首次现场表演。

## 评价
- 音乐评论家鹿野淳对主打歌《Pale Blue》评价道：“真是惊人”，并补充道：“在巴洛克歌曲的第二副歌之后，节奏在短暂的三联曲后变成了华尔兹。”随意地印下进行曲，在华尔兹的过渡中创造秩序，更动态地呼应爱情的残酷，让你坠入爱河。” [26] .
- 喜剧演员伊集院光在他的广播节目《伊集院光 深夜的蛮力》中谈到了《死神》，并说道："歌曲的主题是落语故事《死神》。"在视频中，米津玄师打扮成一个落语说书人演唱《死神》，歌词讲述了米津玄师作为听客聆听落语故事《死神》。[27] [28]
- 音乐记者柴那典表示，《死神》的要点是“首先得有落语，但得有其他声音，例如笑声和舌头声，以"脚步声"开始，以"吹灭火焰声"收尾，肉体发出的声音即为歌曲的素材。” [29]

## 商业成绩
5月31日先行发行的主打歌《Pale Blue》下载量达到84,385次，在2021年6月9日发行的公布的Billboard Japan Download Songs排行榜中首次登上第一名。其他指标也取得了良好的开局，电台排名第2，Twitter排名第3，视频观看次数排名第6，流媒体排名第7，并在综合歌曲排行榜“ JAPAN HOT 100 ”中获得第2位。 第二周下载量达到37,396次，连续两周位居“下载歌曲”第一名，并且在电台上排名第一，在流媒体和视频播放上排名第二，在推特上排名第七，在JAPAN HOT 100 总体排行上排名第3。 
歌曲的实体CD发行后，在2021年6月23日发布的“Billboard Japan Top Single Sales”（征集期：2021年6月14日至6月20日）中以161,252张的首发销量排名第2位。在本周的“HOT 100”中，他获得了2021年（截至6月23日）作为独唱歌手的最高分，并取得了总体领先。 主打歌《Pale Blue》在同周“Download Songs”排行榜上获得了 28,334 此下载次数，第三次占据榜首，而附属歌曲《ゆめうつつ》在同周排行榜上排名第六（9,005 次下载），为第一次上榜 。
接下来的一周，主打歌《Pale Blue》下载量达到26,790次，连续四周登上“Download Songs”排行榜冠军，并在“JAPAN HOT 100”综合排行榜上排名第三。此外，同周以数字方式发行的附属歌曲《死神》下载量达到了19,520次，并在“Download Songs”上排名第二，而《ゆめうつつ》则从前一周的第六名跃升至第三名（14,846 次下载）。最后，米津玄师垄断了本周“下载歌曲”排行榜前三名的位置。 

### 认证及销售
|                                            | 认证（ RIAJ ） | 销量/观看次数      |
| ------------------------------------------ | -------------- | ------------------ |
| 实体CD                                     | 白金唱片       | 250,000＾ 碟       |
| “淡蓝”                                     |                |                    |
| 下载                                       | 金唱片         | 240,000次下载      |
| 流媒体                                     | 白金唱片       | 100,000,000 次播放 |
| ^基于认证的数字 *销量/浏览量仅基于可认证的 |                |                    |

## 音乐视频
Pale Blue
导演:山田智和
于 2021 年 6 月 4 日 22:55 发布在YouTube上。导演为[[山田智和|山田智和]]，曾与米津玄师在《Lemon》、《马与鹿》和《 Campanella》等音乐视频的制作中合作过。 
死神
导演: 长门哲也
简短版本于 2021 年 6 月 24 日 22:13 在 YouTube 上发布。故事背景是单口杂耍表演，米津玄师不仅扮演说书人，还扮演故事里的死神和观看表演的观众。 

## 内容
| CD（全版本） | CD（全版本） | CD（全版本） |
| 曲序         | 曲目         | 时长         |
| ------------ | ------------ | ------------ |
| 1.           | Pale Blue    | 4:56         |
| 2.           | ゆめうつつ   | 5:04         |
| 3.           | 死神         | 3:00         |
| 总时长：     | 总时长：     | 13:00        |

| DVD（"丝带版"收录） Music Video | DVD（"丝带版"收录） Music Video | DVD（"丝带版"收录） Music Video |
| 曲序                            | 曲目                            | 監督                            |
| ------------------------------- | ------------------------------- | ------------------------------- |
| 1.                              | 感电                            | 奥山由之                        |
| 2.                              | カムパネルラ                    | 山田智和                        |
| 3.                              | カナリヤ                        | 是枝裕和                        |

| 米津玄師 2020 Event / STRAY SHEEP in FORTNITE | 米津玄師 2020 Event / STRAY SHEEP in FORTNITE |
| 曲序                                          | 曲目                                          |
| --------------------------------------------- | --------------------------------------------- |
| 4.                                            | 感電                                          |
| 5.                                            | 迷える羊                                      |
| 6.                                            | SPOT                                          |

## 相关
Pale Blue
TBS周五电视剧《离婚活动》主题曲
ゆめうつつ
日本电视台《News zero》主题曲

### 插画
- 米津玄师 ：所有插图绘制
- 吉良慎太郎 ： 设计